# Janów (Łęki Szlacheckie)
Pour les articles homonymes, voir Janów.
AJanów (prononciation [ˈjanuf]) est un village de la gmina de Łęki Szlacheckie, du powiat de Piotrków, dans la voïvodie de Łódź, situé dans le centre de la Pologne.
Il se situe à environ 6 kilomètres au sud-ouest de Łęki Szlacheckie (siège de la gmina), 27 kilomètres au sud de Piotrków Trybunalski (siège du powiat) et 72 kilomètres au sud de Łódź (capitale de la voïvodie).

## Administration
De 1975 à 1998, le village était attaché administrativement à l'ancienne voïvodie de Piotrków.

Depuis 1999, il fait partie de la nouvelle voïvodie de Łódź.